# Pomo de escalera

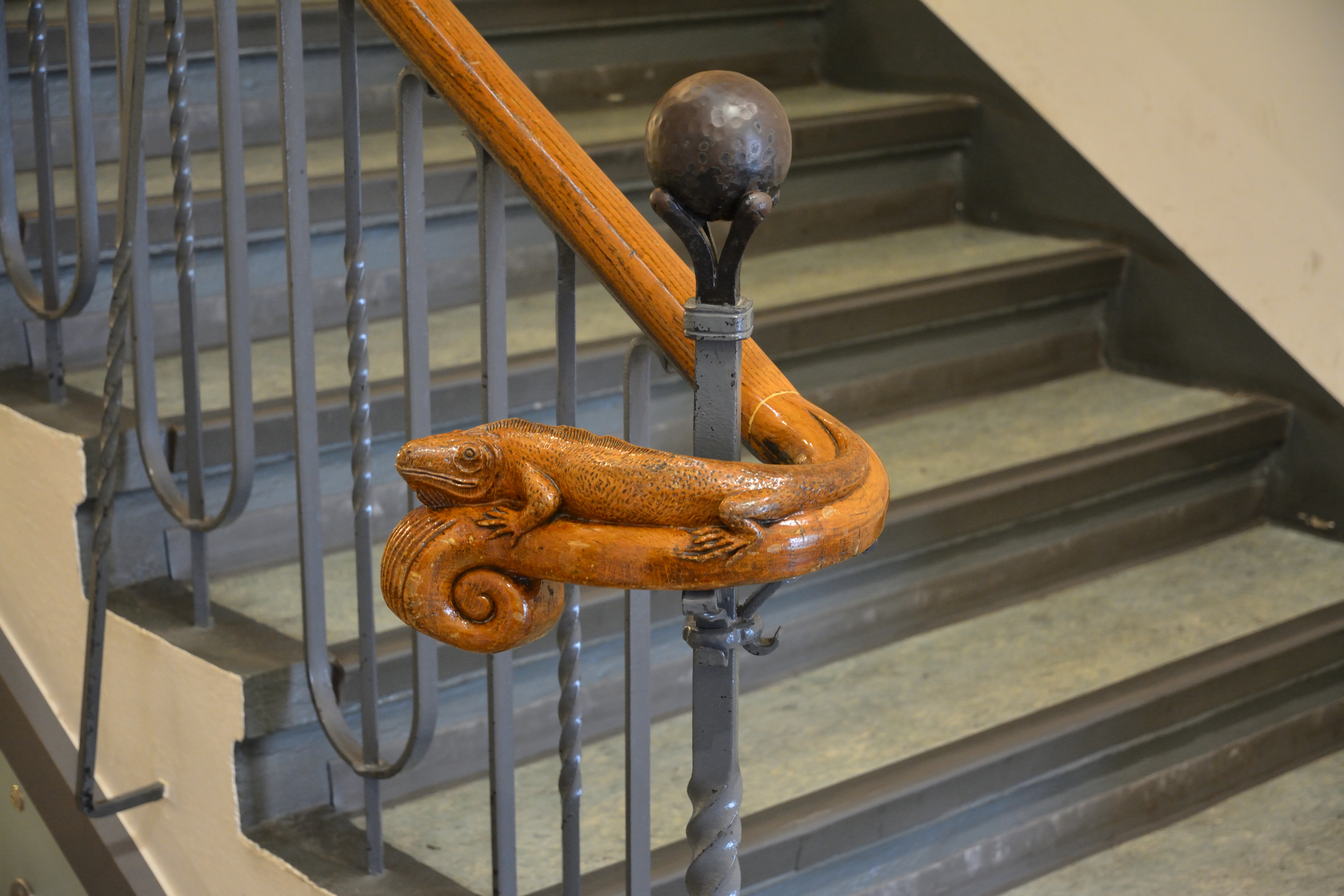
Pom d'escala al Senckenberg_Museum.

Un  pomo de escalera  o pomo de barandilla es un soporte, normalmente con forma de esfera, que está diseñado para apoyar la mano o tomarlo cuando se sube o baja una escalera, en el tramo final de una barandilla (o al principio, depende de cómo se mire). Proporciona apoyo a las personas y una mejor estabilidad cuando son de edad avanzada para evitar malas caídas. Sobre todo puede ayudar a prevenir estas caídas si los peldaños están mojados o resbaladizos. 

## Variantes

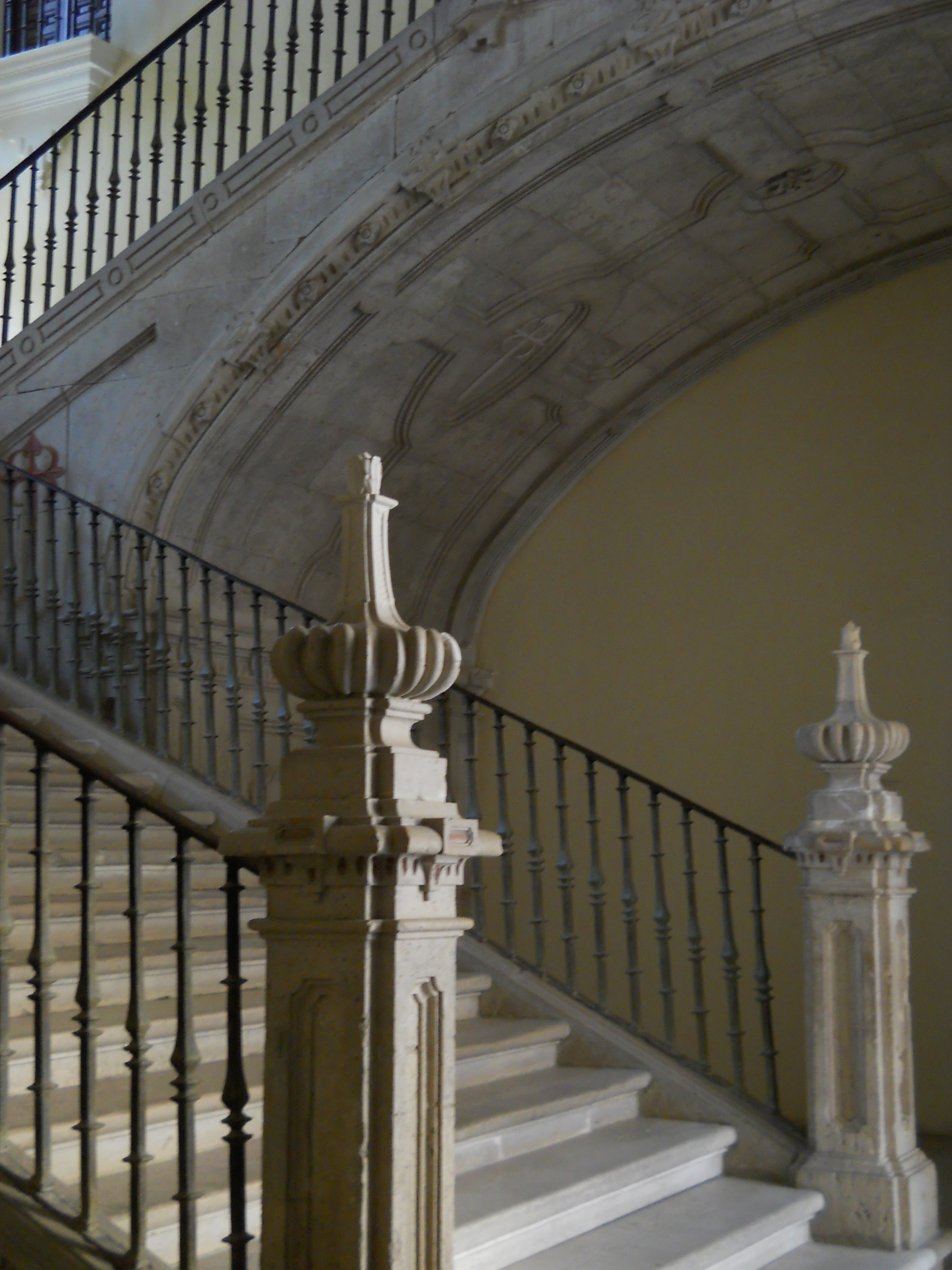
Escalera en el monasterio de Uclés (Cuenca, España).

Se han empleado como motivo decorativo y en entornos lujosos han llegado a ser sustituidos por estatuas, con motivos muy variados, algunas de ellas verdaderas obras de arte. Se pueden montar directamente en el pasamanos o en una columna aparte que le sirve de pedestal. Pueden ser metálicos o de cualquier material. En Cataluña, durante los siglos XIX y XX, se popularizaron unos pomos de cristal (plateado o de colores), con múltiples burbujitas interiores muy brillantes, que pasaron a ser distintivo de los hogares catalanes.
Son de uso general en las escaleras clásicas, mientras que son más difíciles de ubicar en las escaleras mecánicas, ya que los pasamanos son móviles (de cinta de caucho), obligando a situarlos a un lado.